# 帝國王座上的拿破崙一世
《帝國王座上的拿破崙一世》（Napoléon Ier sur le trône impérial）是法國畫家尚·奧古斯特·多米尼克·安格爾繪製的一幅油畫，描述1806年法國拿破崙一世穿著加冕服裝的肖像。

## 內容
這幅畫描繪了拿破崙皇帝，穿著加冕時所穿的服裝，坐在圓背寶座上，寶座的扶手上裝飾著象牙球。他的右手握著查理曼的權杖。他的左手，握著正義之手。他的頭上戴著一頂金色的月桂花環，類似尤利烏斯·凱撒所戴的花環。他還在榮譽軍團勳章的大領子下戴著貂皮兜帽，身穿金色刺繡緞子長袍和一件飾有金色蜜蜂的貂皮襯裡紫色天鵝絨斗篷。加冕劍插在劍鞘中，由一條絲巾圍著。拍攝對象穿著金色刺繡的白色鞋子，坐在墊子上。寶座下的地毯上有一隻帝鷹。